# Société française d’assurances multirisques
Die Société française d'assurances multirisques (SFAM) (deutsch: Französische Sachversicherungsgesellschaft) ist ein französisches Unternehmen, welches sich auf Mobil- und Multimedia-Versicherungen spezialisiert hat. Der Sitz befindet sich in Romans-sur-Isère, im Département Drôme. Im Februar 2018 wurde das Unternehmen der zweitgrößte Aktionär der Fnac Darty 1-Gruppe.

## Geschichte
Die SFAM wurde im Jahr 1999 von Sadri Fegaier gegründet. Sie ist eine Tochtergesellschaft der SFAM Développement Gruppe, einer vereinfachten Aktiengesellschaft, die 2018 von Sadri Fegaier als Gründungspräsident und dem Ardian Fund ins Leben gerufen wurde und von beiden Parteien im Mehrheitsbesitz ist. Das Unternehmen begann seine Tätigkeit mit der Vermarktung seiner mobilen Versicherungsprodukte an seinen eigenen Verkaufsstellen in der Region Rhône-Alpes.

### Expansion
Das Unternehmen weitete seine Aktivitäten im Jahre 2009 auf ganz Frankreich aus, als es einen Versicherungsvertrag für alle Risiken im Zusammenhang mit Telefonie und Multimedia einführte.
Im Januar 2016 übernahm ein von Edmond de Rothschild Investment Partners verwalteter Fonds, Winch Capital, eine Minderheitskapitalbeteiligung an der SFAM Gruppe. Im September 2016 eröffnete das Unternehmen seinen Hauptsitz in Romans-sur-Isère und verzeichnete daraufhin starkes Wachstum.
Im Oktober 2016 sagte SFAM zusammen mit der NGO Action contre la Faim im Rahmen ihres Programms zur sozialen Unterstützung und Ernährungshilfe in städtischen Gebieten Madagaskars 300.000 Euro zu. Bei dieser Gelegenheit sagte Sadri Fegaier, Präsident der SFAM Group: „Unsere Gruppe hat seit ihrer Gründung ein starkes Wachstum erzielt. Wir wollen die Früchte unserer Bemühungen teilen und uns für eine Partnerschaft mit Action contre la Faim registrieren.“
Im Dezember desselben Jahres versuchte SFAM das französische soziale Netzwerk Viadéo zu übernehmen. Die wirtschaftsliberale Tageszeitung Le Figaro wurde letztendlich als Käufer bestimmt.
Im Jahr 2017 kaufte SFAM das B2S-Callcenter in Roanne und versprach, 150 bis 200 Arbeitsplätze zu schaffen. Das Unternehmen kündigte einen neuen Firmensitz in Paris an und expandierte daraufhin auf nationaler Ebene sowie in den spanischen und Schweizer Markt. Im Juli 2017 übernahm SFAM die digitale Kommunikationsagentur Actualys.
Am 6. Februar 2018 erwarb SFAM eine Beteiligung von über 11 Prozent an der Fnac Darty Gruppe für 335 Millionen Euro vom Knight Vinke Fund. SFAM wurde der zweitgrößte Anteilseigner von Fnac Darty mit Hilfe der private equity Firma Ardian, die ihrerseits bekannt gab, eine Minderheitsbeteiligung an SFAM erworben zu haben.
Im selben Monat stieg der französische Investmentfonds Ardian in das Kapital des Unternehmens ein. Im Juli desselben Jahres stiegen die Caisse des dépôts und die Sovereign Fund Mubadala Investment Company über ihre gemeinsame Investmentplattform, den Franco-Emirati Fund (FEF), ebenfalls in das Kapital von Sfam ein.
Am 16. Juli 2018 gab FEF – eine von CDC International Capital (eine Tochtergesellschaft der Caisse des Dépôts) und der Mubadala Investment Company gegründete Co-Investment-Plattform – an, SFAM eine Kapitalerhöhung zur Finanzierung des Firmenwachstums geben zu wollen. Ebenfalls im Juli 2018 erwarb SFAM das Call Center Armatis -LC Roanne und übernahm 95 Mitarbeiter und Räumlichkeiten.

## Konzernprofil
SFAM ist auf die Vermarktung von Versicherungsprodukten mit erweiterten Garantien spezialisiert und ist in Frankreich, Belgien und Spanien vertreten. Das Unternehmen beschäftigt rund 1.300 Mitarbeiter, aber gab für das Jahr 2018 an, weitere 1000 anwerben zu wollen, hauptsächlich Telefonvermarkter. Die Gruppe gab ebenfalls an, einen Umsatz von 500 Millionen Euro, fünf Millionen Kunden und 2500 neue Partnerschaften erreichen zu wollen.
Am 21. Juni 2018 belegte SFAM den ersten Platz im HappyAtWork-Ranking „Unternehmen mit 500 bis 999 Mitarbeitern, in denen die Mitarbeiter gerne arbeiten“.
Seit März 2019 ist das Unternehmen offiziell in drei Ländern außerhalb Frankreichs vertreten. Das Unternehmen hat europaweit rund 6 Millionen Kunden, 1600 Angestellte und einen Umsatz in Höhe von 70 Millionen Euro zum 31. Dezember 2018.